# Flavi Claudi Constantí
Flavi Claudi Constantí (en llatí: Flavius Claudius Constantinus), conegut com a Constantí II (Arelàtum, 316 - 340) fou emperador romà del 337 al 340, a càrrec de la part occidental del territori imperial. Era el fill gran de Constantí el Gran i de Fausta, i com que es deia igual que el pare fou conegut per «Constantí el Jove». Durant el seu govern es va mostrar partidari del credo de Nicea. Li fou encarregada la regència del seu germà Constant, a qui havia correspost la part central de l'imperi, però quan va arribar a la majoria d'edat no hi va voler renunciar. Va morir el 340 en la lluita amb el seu germà Constant al nord d'Itàlia i la successió, en no deixar fills, va recaure en l'esmentat germà.

## Carrera militar
Era el segon fill de Constantí el Gran i el primer del seu matrimoni amb Flàvia Maximiana Fausta. Nascut a l'actual Arle, el 16 de febrer del 316 fou educat en el cristianisme. Un any després, després de la victòria del seu pare sobre Licini en la batalla de Màrdia va ser nomenat cèsar, títol que l'acreditava com a successor al tron.
Quan va néixer el seu pare era emperador de la meitat occidental de l'Imperi Romà. Amb només set anys, el 323, va estar present en la campanya contra els sàrmates. Un any després, amb la victòria sobre Licini I a Crisòpolis, el seu pare va esdevenir emperador únic de tot l'imperi. Als deu anys Constantí II va ser nomenat comandant de la Gàlia, en substitució del seu germà Crisp. En una inscripció datada en el 330 el seu nom apareix amb l'epítet Alamannicus, per tant és probable que els seus generals obtinguessin una victòria contra els alamans. La seva carrera militar continuava quan el seu pare el va ascendir a comandant de camp durant la campanya del 332 contra els gots.

## Nomenament d'emperador
El 337, a la mort del seu pare, el senat el va declarar august, juntament amb els seus germans Constanci II i Constant, amb qui es varen repartir el govern de l'imperi. A ell li va correspondre el govern de les Gàl·lies, Britànnia i Hispània; per aquest càrrec van nomenar col·laboradors els seus cosins: Dalmaci i Hannibalià. Aquest arranjament no va durar gaire, perquè van morir en una revolta a Constantinoble, sembla que instigada per Constanci II.
Durant el seu govern es va mostrar partidari del credo de Nicea (és a dir l'acordada en el Concili de Nicea) en contra de les doctrines arrianes que predominaven a la part oriental de l'imperi. En la seva part de l'imperi, dominava el catolicisme i, sota la influència dels bisbes de Roma va alliberar Atanasi del seu exili, permetent-li tornar a Alexandria.

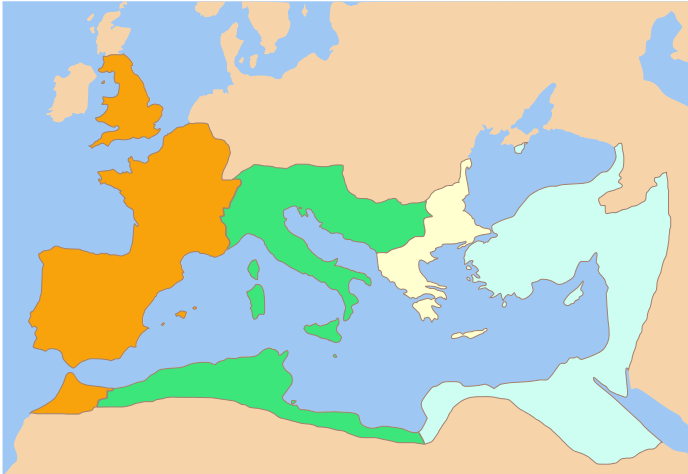
repartiment dels territoris:
Constantí II
Constant
Dalmaci
Constanci II

Li fou encarregada la regència del seu germà Constant, a qui havia correspost la província d'Àfrica, Il·líria i Itàlia, però quan va arribar a la majoria d'edat no hi va voler renunciar. Quan Dalmaci va morir, els seus territoris es van repartir entre els germans propers:Constant i Constanci II. Constantí va protestar perquè Constant havia vist incrementada la seva part inicial amb els territoris de Tràcia i Macedònia, en compensació va demanar que a ell li donessin les províncies d'Àfrica, a la qual cosa va accedir per tal de mantenir la pau. Poc després van entrar en disputa sobre quines parts de les províncies africanes pertanyien a Cartago i, per tant a Constantí i quines a Itàlia, és a dir, a Constant.
La situació es va agreujar quan Constant va arribar a la majoria d'edat i el seu germà va voler continuar governant. L'any 340 Constantí va entrar a Itàlia amb un exèrcit. Constant estava en aquell moment a Dàcia i va enviar un exèrcit amb els millors soldats d'Il·líria, assegurant que hi aniria després amb la resta de les tropes. Constantí va ser atacat quan no s'ho esperava i va morir en una emboscada als afores d'Aquileia. Constant va prendre el control dels territoris del seu germà mort.